# Човек на успоредка (филм, 1892)
„Човек на успоредка“ (на английски: Man on Parallel Bars) е американски късометражен документален ням филм от 1892 година, заснет от режисьора Уилям Кенеди Диксън в лабораториите на Томас Едисън в Ню Джърси. Той е един от няколкото експериментални филма на спортна тематика, създадени от Диксън през 1892 година, но никога не е бил излъчван пред публика. Кадри от филма не са достигнали до наши дни и той се смята за изгубен.